# Певчий толстоклювый крапивник
Певчий толстоклювый крапивник (лат. Cyphorhinus arada) — вид птиц из семейства крапивниковых. Обитает в Южной Америке и очень красиво поет. Выделяют 6 подвидов. 

## Подвиды
- C. a. arada  Hermann (1783)
- C. a. griseolateralis  Ridgway (1888)
- C. a. interpositus Todd  (1932)
- C. a. transfluvialis Todd  (1932)
- C. a. salvini Sharpe  (1882)
- C. a. modulator d'Orbigny  (1838)

## Распространение
Обитает в девяти южноамериканских странах; Бразилия, Боливия, Венесуэла, Гайана, Колумбия, Перу, Суринам, Французская Гвиана и Эквадор.